# Magdalena Forsberg
Maria Magdalena Forsberg (født Wallin 25. juli 1967 i Örnsköldsvik, Sverige) er en svensk tidligere skiskydnings-atlet, langrendsløber og nuværende ekspertkommentator og tv-vært. Hun er den mest vindende kvindelige skiskytte gennem tiden (2018). Hun har vundet 6 VM-Guld, 1 VM-Sølv, 6 VM-bronze, 2 OL-bronze samt 6 World Cup titler i træk (1997-2002), og har i alt været på podiet 87 gange i karrieren. World Cup rekorden på seks titler gælder for både kvinder og mænd. Desuden har hun vundet Sveriges Radios Jerringpris fire gange. Magdalena startede egentlig med at dyrke slalom, men skiftede til langrend og derefter til skiskydning.

## Karriere
I 1993, efter nogle mindre fremgangsrige sæsoner indenfor langrend, besluttede Magdalena sig for at skifte til skiskydning. Her blev hun trænet af tyskeren Wolfgang Pichler, der ad flere omgange også har været svensk landstræner. Herfra tog karrieren fart og hun vandt den samlede World Cup for første gang i sæsonen 1996/97. Hun stoppede skisportskarrieren efter Vinter-OL 2002 i Salt Lake City.
Magdalena Forsberg har efterfølgende beskæftiget sig som skattekonsulent for KPMG og som skiskytte-ekspert for svensk tv og til dels også for tysk ARD. Derudover har hun været vært på forskellige naturprogrammer på svensk tv.